# Tunel (odbočka)
Tunel (nebo též Odb Tunel) je odbočka, která se nachází v km 10,616 trati Praha-Běchovice – Odb Tunel – Odb Závodiště – Praha-Radotín. Tato trať je ze stanice Praha-Krč do odbočky Tunel jednokolejná, z odbočky již pokračuje jako dvoukolejná do odbočky Závodiště. Odbočka Tunel je dálkově ovládána ze stanice Praha-Radotín. Výhybky odbočky včetně odvratné koleje se nacházejí v Chuchelském tunelu, stavědlo odbočky pak je u jižního portálu tunelu, tj. na katastru Malé Chuchle.

## Historie
Odbočka byla dána do provozu 30. května 1964.
Dvoukolejná trať vycházející z odbočky tunel vedla původně v souběhu s tratí Praha-Smíchov – Praha-Radotín – Beroun (jako vnější koleje), sousední stanicí odbočky tak byl v tomto směru Praha-Radotín. V rámci stavby „Optimalizace trati Praha-Smíchov (mimo) – Černošice (mimo)“ zahájené v roce 2019, však byla vybudována nová odbočka Závodiště, která tyto dvě tratě propojila a stala se tak sousední dopravnou s kolejovým rozvětvením.
Odbočka byla vybavena reléovým zabezpečovacím zařízením (RZZ) AŽD 71 s dálkovým ovládáním ze stanice Praha-Radotín pomocí zařízení TZD 751. Ovládání odbočky však bylo možné i z pultu RZZ na stavědle odbočky. V roce 2017 bylo toto zařízení nahrazeno systémem Remote98 s ovládáním pomocí JOP z Radotína. Pult RZZ v odbočce byl odstraněn a nahrazen jen deskou nouzových obsluh. RZZ bylo v rámci výluk v roce 2021 nahrazeno provizorním elektronickým stavědlem ESA 44 s dálkovým ovládáním pomocí JOP z Radotína.

## Popis odbočky
Odbočka je vybavena provizorním elektronickým stavědlem ESA 44 s dálkovým ovládáním pomocí JOP z Radotína. Na stavědle odbočky není zadávací část zabezpečovacího zařízení, místní obsluha dopravním zaměstnancem tedy není možná. V odbočce jsou dvě výhybky vybavené elektromotorickým přestavníkem: na výhybce č. 1 se jednokolejná trať mění ve dvoukolejnou, výhybkou č. 2 je napojena odvratná kolej délky 50 m. Odbočka je kryta třemi vjezdovými návěstidly zapojenými do SZZ: L od Prahy-Krče, S a 2S od odbočky Závodiště. Jízda vlaků v úseku Odb Tunel – Odb Závodiště je zajištěna jednooddílovým automatickým hradlem AH-ESA 04 s počítači náprav, které je součástí softwaru odbočky. Stejný způsobem je zajištěn provoz mezi odbočkou a Prahou-Krčí, avšak úsek je rozdělen automatickým hradlem Branický pivovar (typ AH-ESA 07) s oddílovými návěstidly Lo v km 8,320 a So v km 8,460.